# The Last Resort (album)
A The Last Resort Anders Trentemøller dán elektronikus zenész első albuma, amely 2006-ban jelent meg.

## Számok
1. Take Me into Your Skin
2. Vamp
3. Evil Dub
4. Always Something Better
5. While the Cold Winter Waiting
6. Nightwalker
7. Like Two Strangers
8. Very Last Resort
9. Snowflake
10. Chameleon
11. Into the Trees (Serenetti Part 3)
12. Moan
13. Miss You